# Sonia O'Sullivan
Sonia O'Sullivan, irska atletinja, * 28. november 1969, Cobh, Irska.
Nastopila je na poletnih olimpijskih igrah v letih 1992, 1996, 2000 in 2004. Leta 2000 je osvojila srebrno medaljo v teku na 5000 m, ob tem še četrto mesto v teku na 3000 m leta 1992 in šesto mesto v teku na 10000 m leta 2004. Na svetovnih prvenstvih je osvojila naslov prvakinje v teku na 5000 m leta 1995 in podprvakinje v teku na 1500 m leta 1993, na svetovnih dvoranskih prvenstvih srebrno medaljo v teku na 3000 m leta 1997, na evropskih prvenstvih pa zlato in srebrno medaljo v tekih na 5000 m in 10000 m ter naslov prvakinje v teku na 3000 m.